# Trumbull (Texas)
Trumbull ist eine Unincorporated Community im Ellis County im Bundesstaat Texas in den Vereinigten Staaten.

## Lage
Trumbull liegt 20 Kilometer Luftlinie nordöstlich von Waxahachie und 35 Kilometer südöstlich von Dallas, direkt am Interstate-Highway 45. Benachbarte Städte und Dörfer sind Ferris im Norden, India im Nordosten, Bristol im Südosten, Palmer im Süden sowie Rockett und Pecan Hill im Westen.

## Geschichte
Trumbull wurde 1872 gegründet, kurz nachdem die Strecke der Houston and Texas Central Railway durch das Gebiet gebaut wurde. In ihrer Anfangszeit hieß die Siedlung Switch, später war die Siedlung als Ghost Hill und als Mackie bekannt. Nach der Gründung des Postamtes im Jahr 1894 (nach anderen Quellen 1896) hieß der Ort Clemma. Am 20. April 1904 erhielt die Siedlung schließlich den Namen Trumbull, benannt nach J. A. Trumbull, einem hochrangigen Mitarbeiter der Eisenbahngesellschaft. Kurz nach der Umbenennung wurde das Postamt geschlossen, seitdem gehört Trumbull postalisch zur Stadt Ferris.
Der Ort war seit jeher landwirtschaftlich, insbesondere durch die Produktion von Baumwolle geprägt. Zu Beginn des 20. Jahrhunderts gab es in Trumbull drei Lebensmittelgeschäfte, eine Bank, eine Tankstelle, einen Holzlagerplatz, einen Friseur und eine Arztpraxis. Im Jahr 1912 hatte der Ort etwa drei Kilometer östlich eine Dorfschule bis zur achten Klasse. 1925 lebten in Trumbull 150 Einwohner, diese Zahl blieb auch über die folgenden Jahre konstant. 1933 waren für das Dorf noch sieben Geschäfte verzeichnet, bis 1945 ging diese Zahl auf drei Geschäfte zurück. Ebenfalls 1945 wurde die Schule in Trumbull geschlossen und das Dorf in den Schulbezirk von Ferris eingegliedert. Danach begann die Einwohnerzahl von Trumbull zu sinken, 1952 waren nur noch etwa 65 Einwohner verzeichnet. Trumbull hatte zwei Kirchen, von denen eine vor 1971 abbrannte.
Während der 1960er-Jahre wurde der Interstate-Highway 45 östlich an Trumbull vorbei gebaut, der Ort erhielt auch eine Anschlussstelle. Für 1986 waren keine Betriebe mehr im Ort verzeichnet. 1990 hatte Trumbull etwa 65 Einwohner, die Einwohnerzahl blieb bis 2000 konstant. Offiziell wird die Einwohnerzahl von Trumbull nicht erfasst.